# Flughafen Aosta

i7
i11
i13
Der Flughafen Aosta (italienisch Aeroporto della Valle d’Aosta «Corrado Gex», französisch Aéroport de la Vallée d’Aoste « Corrado Gex », IATA-Code: AOT, ICAO-Code: LIMW) ist ein Regionalflughafen im italienischen Aostatal. Er liegt rund zwei Kilometer östlich von Aosta auf dem Gebiet der Gemeinde Saint-Christophe (Ortsteil Les Îles).
Der Flughafen wurde Ende der 1950er-Jahre errichtet. Er dient der allgemeinen Luftfahrt, dem örtlichen Aeroclub und der Luftrettung. Bis zum Jahr 2010 hatte hier die Regionalfluggesellschaft Air Vallée ihren Sitz, dann zog sie wegen Auseinandersetzungen über den Ausbau des Flughafens nach Rimini um. Der Flughafen erhielt ein neues Abfertigungsgebäude mit zusätzlichen Parkplätzen, die Start- und Landebahn wurde von 1240 auf knapp 1500 Meter verlängert und mit einem Instrumentenlandesystem ausgestattet.
Im Sommer 2019 bekam der Flughafen Aosta zwei Linienflüge. Einer führt zum Fliegerhorst Ingolstadt/Manching, der andere zum Flughafen Olbia, der auf Sardinien liegt. Beide Flüge werden sonntags von der deutschen Private Wings durchgeführt.